# Dreiband-Weltmeisterschaft 1999

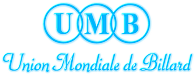
Logo UMB (ausrichtender Verband)

Veranstaltungsort: Bogotá

Die Dreiband-Weltmeisterschaft 1999 fand vom 13. bis 16. August in Bogotá (Kolumbien) statt. Es war die erste Dreiband-WM in Kolumbien.

## Geschichte
Der belgische Allrounder Frédéric Caudron konnte in Bogotá seinen ersten Dreiband Weltmeistertitel erringen. Nach dem Sieg an gleicher Stelle im Dreiband-Weltcup 1998 war er im Finale aber der Außenseiter. Der Schwede Torbjörn Blomdahl hatte bis zum Finale keinen Satz abgegeben. Caudron startete aber sehr stark im Finale und gewann schnell die ersten beiden Sätze. Nach 0:9 Rückstand im dritten Satz konnte Blomdahl mit enormer Willenskraft den Satz noch gewinnen. Im vierten Satz war aber wieder Caudron in Front und siegte mit 15:12. Die Rahmenbedingungen der WM waren phantastisch. Mindestens 1.500 Zuschauer waren jeden Turniertag im Saal. Das kolumbianische Fernsehen war auch live dabei und hatte beim Finale mehr als 2 Millionen Menschen vor den Fernseher gelockt.

## Modus
Gespielt wurde das Turnier mit 32 Teilnehmern. In den Gruppenspielen und im Spiel um Platz drei wurde auf zwei Gewinnsätze à 15 Points gespielt. Ab dem Achtelfinale ging es um drei Gewinnsätze pro Spiel.

## Gruppenphase
| MP    | Match Punkte (Sieger = 2; Unentschieden = 1; Verlierer = 0) |
| SV    | Satzverhältnis (nur bei Turnieren im Satzsystem)            |
| Pkte. | Erzielte Karambolagen                                       |
| Aufn. | benötigte Aufnahmen                                         |
| GD    | Generaldurchschnitt                                         |
| MGD   | Mannschafts-Generaldurchschnitt                             |
| BED   | Bester Einzeldurchschnitt eines Spielers                    |
| BEMD  | Bester Einzeldurchschnitt einer Mannschaft                  |
| BSD   | Bester Satzdurchschnitt eines Spielers                      |
| HS    | Höchstserie                                                 |
| WRP   | Weltranglistenpunkte                                        |

| Abschlusstabelle Gruppe A | Abschlusstabelle Gruppe A | Abschlusstabelle Gruppe A | Abschlusstabelle Gruppe A | Abschlusstabelle Gruppe A | Abschlusstabelle Gruppe A | Abschlusstabelle Gruppe A | Abschlusstabelle Gruppe A |
| Platz                     | Name                      | MP                        | SV                        | Pkt.                      | Aufn.                     | GD                        | BED                       |
| ------------------------- | ------------------------- | ------------------------- | ------------------------- | ------------------------- | ------------------------- | ------------------------- | ------------------------- |
| 1                         | Dion Nelin                | 6:0                       | 6:1                       | 104                       | 60                        | 1,733                     | 1,913                     |
| 2                         | Daniel Sánchez            | 4:2                       | 4:4                       | 79                        | 54                        | 1,462                     | 1,875                     |
| 3                         | Oscar Castano             | 2:4                       | 2:3                       | 65                        | 59                        | 1,101                     | 1,363                     |
| 4                         | Francisco Taylor          | 0:6                       | 0:6                       | 41                        | 57                        | 0,719                     | –                         |

| Abschlusstabelle Gruppe B | Abschlusstabelle Gruppe B | Abschlusstabelle Gruppe B | Abschlusstabelle Gruppe B | Abschlusstabelle Gruppe B | Abschlusstabelle Gruppe B | Abschlusstabelle Gruppe B | Abschlusstabelle Gruppe B |
| Platz                     | Name                      | MP                        | SV                        | Pkt.                      | Aufn.                     | GD                        | BED                       |
| ------------------------- | ------------------------- | ------------------------- | ------------------------- | ------------------------- | ------------------------- | ------------------------- | ------------------------- |
| 1                         | Torbjörn Blomdahl         | 6:0                       | 6:0                       | 90                        | 45                        | 2,000                     | 2,142                     |
| 2                         | Hugo Patiño               | 4:2                       | 4:4                       | 90                        | 79                        | 1,139                     | 1,312                     |
| 3                         | Akio Shimada              | 2:4                       | 3:5                       | 82                        | 80                        | 1,025                     | 1,000                     |
| 4                         | Eddy Leppens              | 0:6                       | 2:6                       | 80                        | 78                        | 1,025                     | –                         |

| Abschlusstabelle Gruppe C | Abschlusstabelle Gruppe C | Abschlusstabelle Gruppe C | Abschlusstabelle Gruppe C | Abschlusstabelle Gruppe C | Abschlusstabelle Gruppe C | Abschlusstabelle Gruppe C | Abschlusstabelle Gruppe C |
| Platz                     | Name                      | MP                        | SV                        | Pkt.                      | Aufn.                     | GD                        | BED                       |
| ------------------------- | ------------------------- | ------------------------- | ------------------------- | ------------------------- | ------------------------- | ------------------------- | ------------------------- |
| 1                         | Dick Jaspers              | 6:0                       | 6:1                       | 99                        | 71                        | 1,394                     | 1,666                     |
| 2                         | Sang Chun Lee             | 4:2                       | 5:2                       | 91                        | 81                        | 1,123                     | 1,875                     |
| 3                         | Jaime Bedoya              | 2:4                       | 2:5                       | 77                        | 77                        | 1,000                     | 0,933                     |
| 4                         | Mohammed Zayed            | 0:6                       | 1:6                       | 64                        | 112                       | 0,571                     | –                         |

| Abschlusstabelle Gruppe D | Abschlusstabelle Gruppe D | Abschlusstabelle Gruppe D | Abschlusstabelle Gruppe D | Abschlusstabelle Gruppe D | Abschlusstabelle Gruppe D | Abschlusstabelle Gruppe D | Abschlusstabelle Gruppe D |
| Platz                     | Name                      | MP                        | SV                        | Pkt.                      | Aufn.                     | GD                        | BED                       |
| ------------------------- | ------------------------- | ------------------------- | ------------------------- | ------------------------- | ------------------------- | ------------------------- | ------------------------- |
| 1                         | Semih Saygıner            | 6:0                       | 6:0                       | 90                        | 63                        | 1,428                     | 1,666                     |
| 2                         | Rodolfo Covarrubias       | 4:2                       | 4:3                       | 95                        | 81                        | 1,172                     | 1,428                     |
| 3                         | Tokuyuki Tanabe           | 2:4                       | 2:5                       | 67                        | 77                        | 0,870                     | 1,162                     |
| 4                         | Juan Bouterin             | 0:6                       | 2:6                       | 83                        | 90                        | 0,922                     | –                         |

| Abschlusstabelle Gruppe E | Abschlusstabelle Gruppe E | Abschlusstabelle Gruppe E | Abschlusstabelle Gruppe E | Abschlusstabelle Gruppe E | Abschlusstabelle Gruppe E | Abschlusstabelle Gruppe E | Abschlusstabelle Gruppe E |
| Platz                     | Name                      | MP                        | SV                        | Pkt.                      | Aufn.                     | GD                        | BED                       |
| ------------------------- | ------------------------- | ------------------------- | ------------------------- | ------------------------- | ------------------------- | ------------------------- | ------------------------- |
| 1                         | Frédéric Caudron          | 6:0                       | 6:1                       | 103                       | 72                        | 1,430                     | 2,307                     |
| 2                         | Tonny Carlsen             | 4:2                       | 4:4                       | 99                        | 77                        | 1,285                     | 1,500                     |
| 3                         | Rui Manuel Costa          | 2:4                       | 4:5                       | 113                       | 125                       | 0,904                     | 0,795                     |
| 4                         | Carlos Hallon             | 0:6                       | 2:6                       | 72                        | 82                        | 0,878                     | –                         |

| Abschlusstabelle Gruppe F | Abschlusstabelle Gruppe F | Abschlusstabelle Gruppe F | Abschlusstabelle Gruppe F | Abschlusstabelle Gruppe F | Abschlusstabelle Gruppe F | Abschlusstabelle Gruppe F | Abschlusstabelle Gruppe F |
| Platz                     | Name                      | MP                        | SV                        | Pkt.                      | Aufn.                     | GD                        | BED                       |
| ------------------------- | ------------------------- | ------------------------- | ------------------------- | ------------------------- | ------------------------- | ------------------------- | ------------------------- |
| 1                         | Christian Rudolph         | 4:2                       | 5:3                       | 103                       | 87                        | 1,183                     | 1,578                     |
| 2                         | Adnan Yüksel              | 4:2                       | 4:4                       | 97                        | 104                       | 0,932                     | 1,400                     |
| 3                         | Luis Aveiga               | 2:4                       | 4:4                       | 91                        | 103                       | 0,883                     | 1,500                     |
| 4                         | Andreas Efler             | 2:4                       | 3:5                       | 96                        | 110                       | 0,872                     | 1,024                     |

| Abschlusstabelle Gruppe G | Abschlusstabelle Gruppe G | Abschlusstabelle Gruppe G | Abschlusstabelle Gruppe G | Abschlusstabelle Gruppe G | Abschlusstabelle Gruppe G | Abschlusstabelle Gruppe G | Abschlusstabelle Gruppe G |
| Platz                     | Name                      | MP                        | SV                        | Pkt.                      | Aufn.                     | GD                        | BED                       |
| ------------------------- | ------------------------- | ------------------------- | ------------------------- | ------------------------- | ------------------------- | ------------------------- | ------------------------- |
| 1                         | Marco Zanetti             | 6:0                       | 6:1                       | 97                        | 85                        | 1,141                     | 1,304                     |
| 2                         | Jorge Theriaga            | 4:2                       | 5:2                       | 98                        | 85                        | 1,152                     | 1,500                     |
| 3                         | Javier Serrano            | 2:4                       | 2:5                       | 81                        | 88                        | 0,920                     | 0,975                     |
| 4                         | Anno de Kleine            | 0:6                       | 1:6                       | 72                        | 81                        | 0,888                     | –                         |

| Abschlusstabelle Gruppe H | Abschlusstabelle Gruppe H | Abschlusstabelle Gruppe H | Abschlusstabelle Gruppe H | Abschlusstabelle Gruppe H | Abschlusstabelle Gruppe H | Abschlusstabelle Gruppe H | Abschlusstabelle Gruppe H |
| Platz                     | Name                      | MP                        | SV                        | Pkt.                      | Aufn.                     | GD                        | BED                       |
| ------------------------- | ------------------------- | ------------------------- | ------------------------- | ------------------------- | ------------------------- | ------------------------- | ------------------------- |
| 1                         | Nobuaki Kobayashi         | 4:2                       | 5:3                       | 109                       | 83                        | 1,313                     | 1,428                     |
| 2                         | Ramón Rodriguez           | 4:2                       | 5:3                       | 99                        | 82                        | 1,207                     | 1,666                     |
| 3                         | Francis Forton            | 2:4                       | 3:5                       | 96                        | 79                        | 1,215                     | 1,909                     |
| 4                         | Jacob Haack-Sørensen      | 2:4                       | 3:5                       | 86                        | 72                        | 1,194                     | 1,294                     |

## Finalrunde
Im Folgenden ist der Turnierbaum der Finalrunde aufgelistet.
|  | Achtelfinale Best of 5 | Achtelfinale Best of 5 |                  |            | Viertelfinale Best of 5 | Viertelfinale Best of 5 |  |  | Halbfinale Best of 5 | Halbfinale Best of 5 |  |  | Finale Best of 5 | Finale Best of 5 |
|  |                        |                        |                  |            |                         |                         |  |  |                      |                      |  |  |                  |                  |
|  |                        |                        |                  |            |                         |                         |  |  |                      |                      |  |  |                  |                  |
|  | Frédéric Caudron       | 3/1,552                |                  |            |                         |                         |  |  |                      |                      |  |  |                  |                  |
|  | Frédéric Caudron       | 3/1,552                |                  |            |                         |                         |  |  |                      |                      |  |  |                  |                  |
|  | Juan Covarrubias       | 1/1,270                |                  |            |                         |                         |  |  |                      |                      |  |  |                  |                  |
|  | Juan Covarrubias       | 1/1,270                | Frédéric Caudron | 3/1,372    |                         |                         |  |  |                      |                      |  |  |                  |                  |
|  |                        |                        | Frédéric Caudron | 3/1,372    |                         |                         |  |  |                      |                      |  |  |                  |                  |
|  |                        | Sang Chun Lee          | 1/1,119          |            |                         |                         |  |  |                      |                      |  |  |                  |                  |
|  | Sang Chun Lee          | Sang Chun Lee          | 1/1,119          | 3/1,406    |                         |                         |  |  |                      |                      |  |  |                  |                  |
|  | Sang Chun Lee          |                        |                  | 3/1,406    |                         |                         |  |  |                      |                      |  |  |                  |                  |
|  | Nabuaki Kobayashi      | 0/1,033                |                  |            |                         |                         |  |  |                      |                      |  |  |                  |                  |
|  | Nabuaki Kobayashi      | 0/1,033                | Frédéric Caudron | 3/1,657    |                         |                         |  |  |                      |                      |  |  |                  |                  |
|  |                        |                        | Frédéric Caudron | 3/1,657    |                         |                         |  |  |                      |                      |  |  |                  |                  |
|  |                        | Dick Jaspers           | 2/1,500          |            |                         |                         |  |  |                      |                      |  |  |                  |                  |
|  | Marco Zanetti          | Dick Jaspers           | 2/1,500          | 3/2,291    |                         |                         |  |  |                      |                      |  |  |                  |                  |
|  | Marco Zanetti          |                        |                  | 3/2,291    |                         |                         |  |  |                      |                      |  |  |                  |                  |
|  | Daniel Sánchez         | 1/1,347                |                  |            |                         |                         |  |  |                      |                      |  |  |                  |                  |
|  | Daniel Sánchez         | 1/1,347                | Marco Zanetti    | 1/1,757    |                         |                         |  |  |                      |                      |  |  |                  |                  |
|  |                        |                        | Marco Zanetti    | 1/1,757    |                         |                         |  |  |                      |                      |  |  |                  |                  |
|  |                        | Dick Jaspers           | 3/1,818          |            |                         |                         |  |  |                      |                      |  |  |                  |                  |
|  | Dick Jaspers           | Dick Jaspers           | 3/1,818          | 3/1,685    |                         |                         |  |  |                      |                      |  |  |                  |                  |
|  | Dick Jaspers           |                        |                  | 3/1,685    |                         |                         |  |  |                      |                      |  |  |                  |                  |
|  | Ramon Rodriguez        | 1/0,735                |                  |            |                         |                         |  |  |                      |                      |  |  |                  |                  |
|  | Ramon Rodriguez        | 1/0,735                | Frédéric Caudron | 3/1,866    |                         |                         |  |  |                      |                      |  |  |                  |                  |
|  |                        |                        | Frédéric Caudron | 3/1,866    |                         |                         |  |  |                      |                      |  |  |                  |                  |
|  |                        | Torbjörn Blomdahl      | 1/1,517          |            |                         |                         |  |  |                      |                      |  |  |                  |                  |
|  | Hugo Patino            | Torbjörn Blomdahl      | 1/1,517          | 0/0,809    |                         |                         |  |  |                      |                      |  |  |                  |                  |
|  | Hugo Patino            |                        |                  | 0/0,809    |                         |                         |  |  |                      |                      |  |  |                  |                  |
|  | Semih Saygıner         | 3/1,956                |                  |            |                         |                         |  |  |                      |                      |  |  |                  |                  |
|  | Semih Saygıner         | 3/1,956                | Semih Saygıner   | 2/1,186    |                         |                         |  |  |                      |                      |  |  |                  |                  |
|  |                        |                        | Semih Saygıner   | 2/1,186    |                         |                         |  |  |                      |                      |  |  |                  |                  |
|  |                        | Dion Nelin             | 3/1,454          |            |                         |                         |  |  |                      |                      |  |  |                  |                  |
|  | Tonny Carlsen          | Dion Nelin             | 3/1,454          | 1/1,257    |                         |                         |  |  |                      |                      |  |  |                  |                  |
|  | Tonny Carlsen          |                        |                  | 1/1,257    |                         |                         |  |  |                      |                      |  |  |                  |                  |
|  | Dion Nelin             | 3/1,305                |                  |            |                         |                         |  |  |                      |                      |  |  |                  |                  |
|  | Dion Nelin             | 3/1,305                | Dion Nelin       | 0/1,083    |                         |                         |  |  |                      |                      |  |  |                  |                  |
|  |                        |                        | Dion Nelin       | 0/1,083    |                         |                         |  |  |                      |                      |  |  |                  |                  |
|  |                        | Torbjörn Blomdahl      | 3/1,730          |            |                         |                         |  |  |                      |                      |  |  |                  |                  |
|  | Jorge Theriaga         | Torbjörn Blomdahl      | 3/1,730          | 3/1,063    |                         |                         |  |  |                      |                      |  |  |                  |                  |
|  | Jorge Theriaga         |                        |                  | 3/1,063    | Best of 3               |                         |  |  |                      |                      |  |  |                  |                  |
|  | Christian Rudolph      | 2/1,000                |                  |            |                         |                         |  |  |                      |                      |  |  |                  |                  |
|  | Christian Rudolph      | 2/1,000                | Jorge Theriaga   | 0/1,035    |                         |                         |  |  |                      |                      |  |  |                  |                  |
|  |                        |                        | Jorge Theriaga   | 0/1,035    | Spiel um Platz 3        |                         |  |  |                      |                      |  |  |                  |                  |
|  |                        | Torbjörn Blomdahl      | 3/1,500          |            |                         |                         |  |  |                      |                      |  |  |                  |                  |
|  | Adnan Yüksel           | Torbjörn Blomdahl      | 3/1,500          | 0/1,200    | Dick Jaspers            | 2/2,150                 |  |  |                      |                      |  |  |                  |                  |
|  | Adnan Yüksel           |                        |                  | 0/1,200    | Dick Jaspers            | 2/2,150                 |  |  |                      |                      |  |  |                  |                  |
|  | Torbjörn Blomdahl      | 3/2,045                |                  | Dion Nelin | 1/1,700                 |                         |  |  |                      |                      |  |  |                  |                  |

## Abschlusstabelle
| Endklassement              | Endklassement | Endklassement        | Endklassement | Endklassement | Endklassement | Endklassement | Endklassement | Endklassement | Endklassement | Endklassement |
| Phase                      | Platz         | Name                 | MP            | SV            | Pkte          | Aufn.         | GD            | BED           | HS            |               |
| -------------------------- | ------------- | -------------------- | ------------- | ------------- | ------------- | ------------- | ------------- | ------------- | ------------- | ------------- |
| Finale                     | 1             | Frédéric Caudron     | 14:0          | 18:6          | 340           | 221           | 1,538         | 2,307         | 11            |               |
| Finale                     | 2             | Torbjörn Blomdahl    | 12:2          | 16:3          | 269           | 152           | 1,769         | 2,142         | 10            |               |
| Halb- finale               | 3             | Dick Jaspers         | 12:2          | 16:8          | 318           | 197           | 1,614         | 2,150         | 11            |               |
| Halb- finale               | 4             | Dion Nelin           | 10:4          | 13:9          | 275           | 184           | 1,494         | 1,913         | 12            |               |
| Viertel- finale            | 5             | Semih Saygıner       | 8:2           | 11:3          | 186           | 129           | 1,441         | 1,956         | 8             |               |
| Viertel- finale            | 6             | Marco Zanetti        | 8:2           | 11:5          | 210           | 142           | 1,478         | 2,291         | 11            |               |
| Viertel- finale            | 7             | Sang Chun Lee        | 6:4           | 9:5           | 183           | 155           | 1,180         | 1,875         | 15            |               |
| Viertel- finale            | 8             | Jorge Theriaga       | 6:4           | 8:6           | 177           | 160           | 1,106         | 1,500         | 13            |               |
| Achtel- finale             | 9             | Christian Rudolph    | 4:4           | 6:6           | 149           | 133           | 1,120         | 1,578         | 6             |               |
| Achtel- finale             | 10            | Ramón Rodriguez      | 4:4           | 6:6           | 124           | 117           | 1,059         | 1,666         | 6             |               |
| Achtel- finale             | 11            | Daniel Sánchez       | 4:4           | 5:5           | 110           | 77            | 1,428         | 1,875         | 10            |               |
| Achtel- finale             | 12            | Nobuaki Kobayashi    | 4:4           | 5:6           | 140           | 113           | 1,238         | 1,379         | 7             |               |
| Achtel- finale             | 13            | Rodolfo Covarrubias  | 4:4           | 5:6           | 142           | 118           | 1,203         | 1,428         | 8             |               |
| Achtel- finale             | 14            | Tonny Carlsen        | 4:4           | 5:7           | 143           | 112           | 1,276         | 1,571         | 9             |               |
| Achtel- finale             | 15            | Hugo Patino          | 4:4           | 4:7           | 107           | 100           | 1,070         | 1,312         | 6             |               |
| Achtel- finale             | 16            | Adnan Yüksel         | 4:4           | 4:7           | 121           | 124           | 0,975         | 1,400         | 6             |               |
| Gruppen- phase             | 17            | Luis Aveiga          | 2:4           | 4:4           | 91            | 103           | 0,883         | 1,250         | 8             |               |
| Gruppen- phase             | 18            | Rui Manuel Costa     | 2:4           | 4:5           | 113           | 125           | 0,904         | 0,795         | 5             |               |
| Gruppen- phase             | 19            | Oscar Castano        | 2:4           | 3:4           | 65            | 59            | 1,101         | 1,363         | 6             |               |
| Gruppen- phase             | 20            | Francis Forton       | 2:4           | 3:5           | 96            | 79            | 1,215         | 1,909         | 7             |               |
| Gruppen- phase             | 21            | Akio Shimada         | 2:4           | 3:5           | 82            | 80            | 1,025         | 1,000         | 7             |               |
| Gruppen- phase             | 22            | Jaime Bedoya         | 2:4           | 2:5           | 77            | 77            | 1,000         | 0,933         | 9             |               |
| Gruppen- phase             | 23            | Javier Serrano       | 2:4           | 2:5           | 81            | 88            | 0,920         | 0,975         | 5             |               |
| Gruppen- phase             | 24            | Tokuyuki Tanabe      | 2:4           | 2:5           | 67            | 77            | 0,870         | 1,162         | 5             |               |
| Gruppen- phase             | 25            | Jacob Haack-Sørensen | 2:4           | 3:5           | 86            | 72            | 1,194         | 1,294         | 8             |               |
| Gruppen- phase             | 26            | Andreas Efler        | 2:4           | 3:5           | 96            | 110           | 0,872         | 1,024         | 5             |               |
| Gruppen- phase             | 27            | Eddy Leppens         | 0:6           | 2:6           | 80            | 78            | 1,025         | –             | 5             |               |
| Gruppen- phase             | 28            | Juan Bouterin        | 0:6           | 2:6           | 83            | 90            | 0,922         | –             | 6             |               |
| Gruppen- phase             | 29            | Carlos Hallon        | 0:6           | 2:6           | 72            | 82            | 0,878         | –             | 7             |               |
| Gruppen- phase             | 30            | Anno de Kleine       | 0:6           | 1:6           | 72            | 81            | 0,888         | –             | 8             |               |
| Gruppen- phase             | 31            | Mohammed Zayed       | 0:6           | 1:6           | 64            | 112           | 0,571         | –             | 7             |               |
| Gruppen- phase             | 32            | Francisco Taylor     | 0:6           | 0:6           | 41            | 57            | 0,719         | –             | 5             |               |
| Turnierdurchschnitt: 1,181 |               |                      |               |               |               |               |               |               |               |               |